# Évelyne Platnic-Cohen
 (mars 2021).
Évelyne Platnic-Cohen est une cheffe d’entreprise française, fondatrice et dirigeante de Booster Academy et The Artist Academy.

## Biographie
Après une scolarité au collège Rabelais et au lycée Marcelin Berthelot de Saint-Maur des Fossés, Évelyne Platnic Cohen décroche un DEUG de Sciences Économiques à la Faculté Paris XII (aujourd’hui Université Paris-Est-Créteil-Val-de-Marne). 

### Carrière
À la suite d’un désaccord, elle quitte le foyer familial et trouve du travail à Paris en 1990 dans une agence Catherine Mamet, société de promotion immobilière qui appartenait à Vivendi. Elle évolue alors au sein du groupe et devient directrice commerciale de son pôle hôtelier à l’âge de 23 ans.
Au début des années 2000, Vivendi cède une partie de ses activités immobilières qui deviennent Nexity. Nexity revend l’année suivante une partie des actifs provenant de Vivendi. Evelyne Platnic-Cohen quitte alors le secteur immobilier.[réf. souhaitée]
Elle rédige son premier livre, « Vendre aux grands comptes et aux comptes stratégiques »  en 2001, puis crée Memento Conseil, une entreprise de formation commerciale. 
En 2008, elle imagine une façon différente de former les vendeurs et lance Booster Academy, une marque de « centres d’entraînement intensif » à la vente. En 2021, elle vend sa société à Marc Adler  
En 2011, elle est retenue pour être l’un des 60 membres de la délégation de chefs d’entreprises qui représentent la France lors du G20 des jeunes entrepreneurs qui se déroule à Nice du 31 octobre au 2 novembre.
En 2018, elle cofonde The Artist Academy avec Marjorie Leblanc Charpentier et Sophie de Parseval une plateforme payante de cours en ligne où des représentants de différents courants artistiques donnent des classes de maîtres. Le site est inspiré de la start-up américaine Masterclass.com. 

### Animations et conférences
Après avoir remporté en 2009 la BFM Académie, concours de créateurs d’entreprises organisé sur BFM Business, elle en intègre le jury de 2010 à juin 2019. 
De 2013 à 2019, elle anime une fois par mois « La météo du business » dans l’émission « Les Experts », de Nicolas Doze, toujours sur BFM Business. Sur ce même canal, elle tient une chronique régulière dans l’émission « L’entreprise BFM », animée ar Philippe Bloch et Arnaud Le Gal, de 2010 à 2016. 
En 2019, elle est coach pour l’émission « La France bouge » animée par Raphaëlle Duchemin sur Europe 1. 
Conférencière, elle intervient notamment auprès d’entreprises.  

## Publications
- I Love Business, Eyrolles, 2012
- Le pouvoir de vendre, Eyrolles, 2016
- Ambition (préf. Mohed Altrad), Éditions Télémaque, 2016avec Sandra Legrand.
- Nous sommes tous des vendeurs, Eyrolles, 2017
- Vendre aux Grands Comptes, Éditions EMS, 2020, 4e éd.